# William Otis
William Otis (20. září 1813 – 13. listopadu 1839) byl americký vynálezce parního rypadla. Na svůj vynález obdržel patent 24. února 1839.
O konstrukci parního rypadla se pokoušel už v roce 1796 James Watt. Neměl ale k dispozici dostatečně silný stroj, a proto jeho rypadlo zklamalo.
Ottis využil mezitím proběhlého vývoje parních strojů a navrhl 15 tun těžké rypadlo s 12 kW parním strojem na železničním podvozku. Jeho konstrukce byla natolik úspěšná, že první rypadlo z roku 1839 bylo v provozu až do 20. let 20. století. Výrazným zlepšením bylo pouze nahrazení řetězů ocelovými lany.